# 仮想接地
電子工学において、仮想接地(Virtual ground)とは基準電位に直接つながっていないが、安定した基準電位に維持されている回路のノードのこと。場合により、基準電位が地表の電位と考えられ、結果的に基準ノードが「接地」と呼ばれる。virtualとは実際には異なるが、機能としての本質は同じようであると言う意味でバーチャル・リアリティ等の用語として使われている。
仮想接地の考えは、演算増幅器などの回路における回路解析の助けとなり、他の方法では実現が難しいであろう実用的な回路の効果をもたらす。
回路理論では、ノードは電流・電圧の任意の値をとることができるが、仮想接地を物理的に実装することは、電流を扱う能力の限界及び現実に起こる副作用を持つ非零のインピーダンスを有する。

## 構成
2つの抵抗を用いる分圧器を利用し、仮想接地のノードを作ることができる。もし2つの電圧源が2つの抵抗と直列に接続されている場合、もし
{\displaystyle {\frac {V_{\text{out}}}{V_{\text{in}}}}=-{\frac {R_{\text{f}}}{R_{\text{in}}}}}
であれば、その中間地点は仮想接地となる。

反転増幅オペアンプ

アクティブな仮想接地回路はレールスプリッタと呼ばれることがある。このような回路はオペアンプや利得を持つ他の回路素子を使用している。オペアンプはオープンループ利得が非常に高いため、帰還回路が実装されているとき、その入力間の電位差は0になりがちである。これが意味するところは、出力が入力間の電位差をマイクロボルト単位に低減するのに十分な電圧で、反転入力（帰還回路を通じて）に供給されるということである。もっと正確に言うと、図の増幅器の出力電圧は {\displaystyle -{\frac {R_{f}}{R_{in}}}V_{in}}とほぼ等しいことが分かる。よって、増幅器が線形領域（出力が不飽和で周波数はオペアンプの範囲内）で動作する限り、出力端子の電圧は、実際のグラウンドに対して一定であり、接続する負荷からは独立である。この特性が「仮想接地」を特徴づけるものである。

## 応用
電圧は2つの点の間に現れる差分量である。1点の電圧（電位）のみを扱うためには、第2の点は基準点（接地点）に接続しなければならない。普通、電源端子は安定した接地として機能し、合成電源の内部点が利用可能であれば、それらは実際のグラウンドとしても使うことができる。
内部に利用可能なソースがない場合、ソース端子に対して定常電圧を有する外部回路点は、人工的な仮想接地として機能することができる。このような点は、負荷が接続されても変化しないような安定ポテンシャルを持つ必要がある。

## 参照
- 電圧電流コンバータや電流電圧コンバータは典型的な仮想接地の応用例である。
- ミラー定理（英語版）
- バーチャル・リアリティ - 類似の概念、実物・現物ではないが機能としての本質は同じであると言う考え。